# Jurij III. Britanski
Jurij III. (angleško George III.), britanski kralj, 4. junij 1738, † 29. januar 1820.
Jurij III. je bil kralj Velike Britanije in Irske od 25. oktobra 1760 do svoje smrti leta 1820. Akti unije (The Acts of Union) leta 1800 so združili Veliko Britanijo in Irsko v Združeno kraljestvo Velike Britanije in Irske, z Jurijem kot kraljem. Hkrati je bil vojvoda in princ volilni knez Brunswick-Lüneburga (oziroma Hannovra) v Svetem rimskem cesarstvu, preden je 12. oktobra 1814 postal kralj Hannovra. Bil je prvi monarh iz vladarske hiše Hannover, ki se je za razliko od svojih dveh predhodnikov rodil v Veliki Britaniji, govoril je angleščino kot materni jezik in nikoli ni obiskal Hannovra.
Jurij se je rodil v času vladavine svojega dedka po očetovi strani, kralja Jurija II., kot prvi sin Frederika, valižanskega princa, in princese Auguste iz rodbine Saxe-Gotha. Po očetovi smrti leta 1751 je princ Jurij postal prestolonaslednik in valižanski princ. Prestol je nasledil po smrti Jurija II. leta 1760. Naslednje leto se je poročil s princeso Charlotte Mecklenburg-Strelitz, s katero je imel 15 otrok. Življenje in vladavino Jurija III. je zaznamoval niz vojaških spopadov, ki so vključevali njegova kraljestva, večji del preostale Evrope in kraje dlje v Afriki, Ameriki in Aziji. Na začetku njegove vladavine je Velika Britanija v sedemletni vojni premagala Francijo in tako postala prevladujoča evropska sila v Severni Ameriki in Indiji. Vendar so bile številne britanske ameriške kolonije kmalu izgubljene v ameriški vojni za neodvisnost. Nadaljnje vojne proti revolucionarni in napoleonski Franciji iz leta 1793 so se končale s porazom Napoleona v bitki pri Waterlooju leta 1815. Leta 1807 je bila v Britanskem imperiju prepovedana čezatlantska trgovina s sužnji.
V poznejšem življenju je imel Jurij ponavljajoče se duševne bolezni, ki so na koncu postale trajne. Čeprav se vse od takrat domneva, da je imel bipolarno motnjo ali krvno bolezen porfirijo, vzrok njegove bolezni ostaja neznan. Leta 1810 je Jurij dokončno postal nezmožen za vladanje, zato je bil njegov najstarejši sin, valižanski princ, naslednje leto imenovan za princa regenta. Ko je leta 1820 kralj umrl v starosti 81 let, ga je sin regent nasledil kot Jurij IV. Jurij III. je tako vladal najdlje v obdobju hanovrskih kraljev Jurijev. Ob smrti je bil najdlje živeči in najdlje vladajoči britanski monarh, ki je vladal 59 let in 96 dni. Še zmeraj ostaja najdlje živeči in najdlje vladajoči moški monarh.